# Харрис, Дэн (сценарист)
Дэн Харрис (англ. Dan Harris; род. 29 августа 1979) — американский сценарист и режиссёр, наиболее известен по своей работе вместе с Майклом Догерти и Брайаном Сингером, чьи работы сценариста включают фильмы «Люди Икс 2», «Возвращение Супермена» и «Люди Икс: Апокалипсис».

## Ранняя жизнь
Дэн Харрис вырос в Кингстоне, Пенсильвания. Он учился в средней школе Вайоминга и он окончил Семинарий Вайоминга. До того как он получил степень бакалавра в Колумбийском университете, короткометражка Харриса «Теория городского хаоса» выиграла приз жюри за лучшую короткометражку на фестивале «NoDance Film Festival», а следующей зимой, его другая короткометражка, «Убийство Кэндиса Кляйна», была показана на кинофестивале в Сандэнсе в 2002 году.

## Карьера
Режиссёрским дебютом Харриса стал полнометражный фильм «Вымышленные герои» с Сигурни Уивер, Джеффом Дэниелсом, Эмилем Хиршем и Мишель Уильямс в главных ролях. Мировая премьера фильма состоялась на 29-м Кинофестивале в Торонто.
Он также вместе со своим партнёром Майклом Догерти написали сценарии к таким фильмам как «Городские легенды 3: Кровавая Мэри», «Люди Икс 2», «Возвращение Супермена», где последние два были сняты Брайаном Сингером.
Харрис работает над «Я, Люцифер», фильмом, который Харрис будет снимать, основанном на романе-бестселлере, который он адаптирует вместе с Майклом Догерти. Харрис и Догерти отказались от работы сценариста к предстоящему сиквелу Супермена, который ожидали увидеть в 2010 году.
Харрис работает над сюжетом к фильму «Люди Икс: Апокалипсис» с Сингером, Догерти и Саймоном Кинбергом.